# Evoluzione dei dinosauri
L'evoluzione dei dinosauri è partita dai loro antenati arcosauri durante il Triassico medio e tardo, circa 20 milioni di anni dopo l'estinzione del Permiano-Triassico che ha eliminato circa il 96% delle specie marine e il 70% delle specie di vertebrati terrestri circa 252 milioni di anni fa. Con tecniche di datazione radiometrica si è scoperto che il primo genere di dinosauro, l'eoraptor, risale a 231,4 milioni di anni fa. Si pensa che l'eoraptor assomigli all'antenato comune di tutti i dinosauri; se questo è vero, i suoi tratti suggeriscono che i primi dinosauri fossero piccoli predatori bipedi.

## Paleobiogeografia

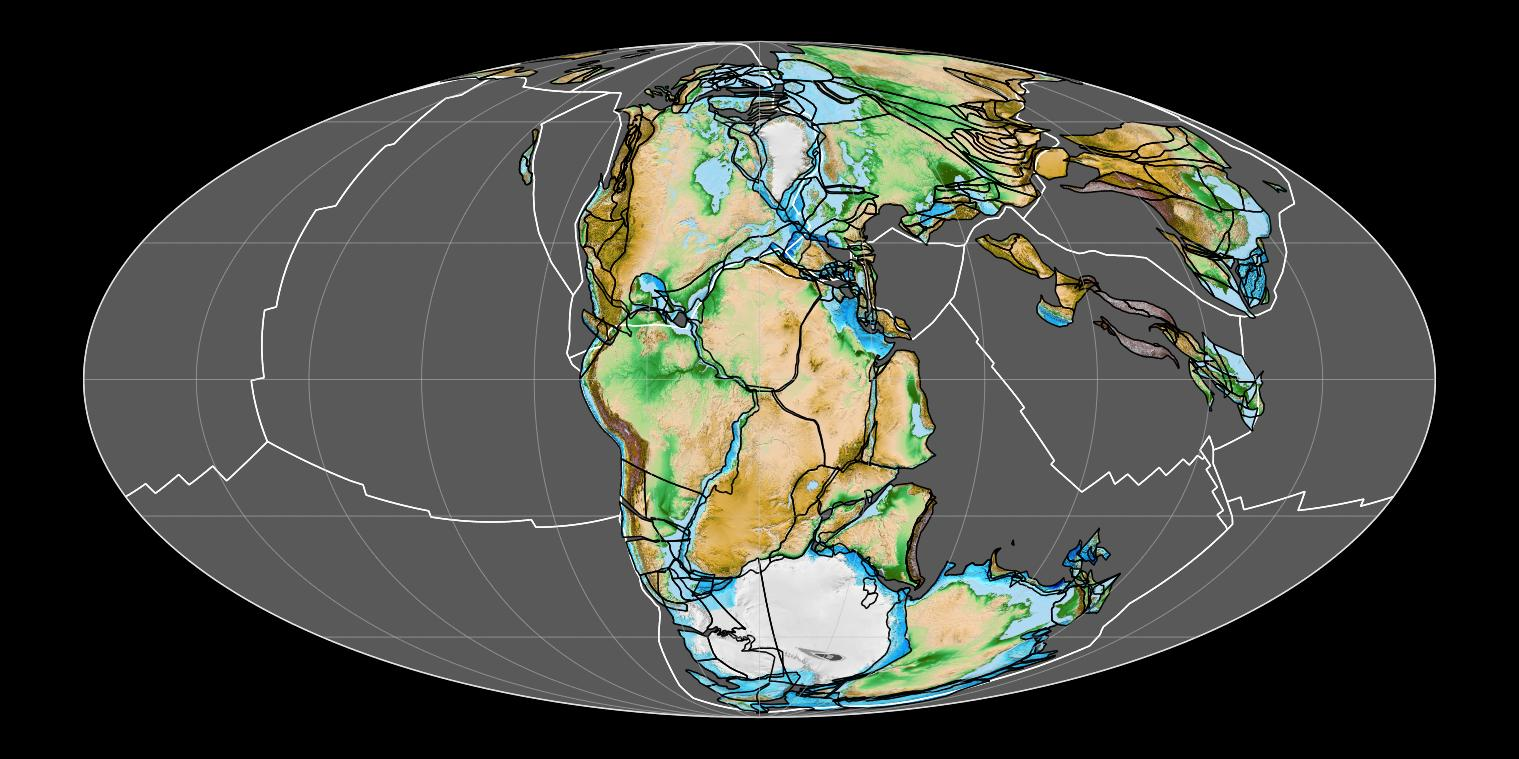
Il supercontinente Pangea nel primo Mesozoico (circa 200 milioni di anni fa)

L'evoluzione dei dinosauri dopo il Triassico ha seguito i cambiamenti della vegetazione e la deriva dei continenti. Nel tardo Triassico e nel primo Giurassico, i continenti erano collegati in un'unica massa continentale chiamata Pangea globalmente abitata principalmente da carnivori celofisoidi e primi erbivori sauropodomorfi.